# Olga Menchik

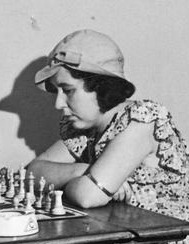
Olga Menchik, 1935

Olga Menchik Rubery (* 16. Februar 1908 in Moskau; † 27. Juni 1944 in London), vor der Heirat Olga Menčíková, war eine tschechisch-britische Schachmeisterin.

## Leben
Menchik war die jüngere Schwester von Vera Menchik. Sie nahm zweimal an der Schachweltmeisterschaft der Frauen teil: 1935 erreichte sie den vierten Platz unter zehn Teilnehmerinnen und 1937 den geteilten 17. bis 20. Platz unter 26 Teilnehmerinnen.
Menchik war mit dem Briten Clifford Glanville Rubery verheiratet. Sie wurde ziviles Opfer des Zweiten Weltkriegs, als sie gemeinsam mit ihrer gleichnamigen Mutter und Schwester Vera am 27. Juni 1944 gegen 0:20 Uhr in ihrer Wohnung in der Gauden Road in London bei einem deutschen V1-Flügelbombenangriff getötet wurde.